# 34342 Asmikumar
34342 Asmikumar è un asteroide della fascia principale. Scoperto nel 2000, presenta un'orbita caratterizzata da un semiasse maggiore pari a 2,7802668 au e da un'eccentricità di 0,1241717, inclinata di 8,09206° rispetto all'eclittica.